# Skepp som mötas
Skepp som mötas är en svensk dramafilm från 1916 i regi av Victor Sjöström. 

## Handling
Sjömannen John Hall räddar en professor och dennes dotter Ethel från några berusade sjömän. Det visar sig att John är en duktig amatörmålare. Han bjuds hem till professorn och Ethel uppmuntrar honom att ställa ut sina målningar. John hoppar av sjömansyrket, gifter sig med Ethel och blir konstnär på heltid. Efter några år spricker äktenskapet och John flyttar utomlands. Han har nu blivit en mycket erkänd konstnär. När John vid ett tillfälle tar en båt tillbaka till Sverige kolliderar man med en liten segelbåt i Stockholms skärgård och rorsmannen faller i vattnet. Denna person visar sig vara Ethel. John bär henne in till sin hytt och de tu är åter förenade.

## Om filmen
Filmen premiärvisades 10 januari 1916 på biograf Cosmorama i Göteborg. Filmen spelades in vid Svenska Biografteaterns ateljé på Lidingö med exteriörer från Stockholms skärgård, Gamla stan och Stockholms ström av Henrik Jaenzon. 

## Rollista (i urval)
- August Warberg – Cramer, professor
- Lili Bech – Ethel, hans dotter
- Egil Eide – John Hall, sjöman
- Mathias Taube – Hiller, doktor